# (8761) Crane
(8761) Crane (1163 T-1) – planetoida z grupy pasa głównego asteroid okrążająca Słońce w ciągu 3,36 lat w średniej odległości 2,24 au. Odkryta 25 marca 1971 roku.